# (327030) Alanmaclure
(327030) Alanmaclure est un astéroïde de la ceinture principale.

## Description
(327030) Alanmaclure est un astéroïde de la ceinture principale. Il fut découvert le 12 septembre 2004 à Stony Ridge par l'observatoire de Stony Ridge. Il présente une orbite caractérisée par un demi-grand axe de 2,79 UA, une excentricité de 0,06 et une inclinaison de 11,7° par rapport à l'écliptique.

## Compléments